# كين هوف (لاعب كرة قدم)
كين هوف (بالإنجليزية: Ken Hough)‏ هو لاعب كرة قدم أسترالي ونيوزيلندي، ولد في 24 أكتوبر 1928 في Auburn, New South Wales ‏ في أستراليا، وتوفي في 20 سبتمبر 2009 في جلادستون في أستراليا. شارك مع منتخب أستراليا لكرة القدم ومنتخب نيوزيلندا الوطني للكريكت ومنتخب نيوزيلندا لكرة القدم. أما مع النوادي، فقد لعب مع North Shore United AFC ‏.

## وصلات خارجية
- كين هوف على موقع إي آس بي آن كريك إنفو (الإنجليزية)